# Сборник църковни проповеди на Иван Ангелов
„Сборникът църковни проповеди на Иван Ангелов“ е ръкописна книга, български превод на църковни проповеди, написан основно с гръцки и примесени кирилски букви в 1867 или 1868 година в солунското българско село Висока, тогава в Османската империя, днес в Гърция. Автор на превода е свещеникът Иван Ангелов. За ръкописа, озаглавен „Τετράδιον μου τοῦ πάπα Ίωάννου ἀπὸ χωρίου Βυσσωκα“ пръв дава сведения в 1888 година филологът Петър Драганов.

## Описание
Сборникът е написан на местния български диалект с гръцки букви и кирилски букви за специфичните български звуци, който да се използва за обучението на местните ученици. Иван Ангелов превежда по наречието на село Висока, известно с архаични останки на старобългарско носово произношение. Любопитно е, че за основа е взета гръцката азбука, като за чисто българските звуци използва букви от кирилица: б, ж, ц, ч, ѫ, џ и други. Например пише „Χαџηλѫџκα ζεμια“, „μѫνџοτ“ (= мънджот, т.е. мъжът), които са някои примери от извадка от текста:
| „ | Να νουσι μιάστου δετου σα βέλη Παλαιστινης (να Божηγροπцκατѫ να χαџиλѫџκα ζεμια) ημιαшη ἐδνω ἀνδρόγινου Богоσλοβενου ουτ Γοσπουδια (ἢγουν) ἐδην μѫνчь ἠ ἐδνα ζιενα, шо σα βελιαχѫ μѫνџοτ Ιωακυμ, πακ ζιενα-τα Ἂνα.. | “ |